# Streptocara cirrohamata
Streptocara cirrohamata är en rundmaskart som först beskrevs av von Linstow 1888.  Streptocara cirrohamata ingår i släktet Streptocara och familjen Acuariidae. Inga underarter finns listade i Catalogue of Life.